# Ibestad
lat_seclon_seclon_minlat_deglon_deglat_min
Ibestad je občina v administrativni regiji Troms na Norveškem. Ustanovljena je bila 1. januarja 1838 (glej formannskapsdistrikt). Iz nje je bilo kasneje izločenih pest drugih občin: Bardu (1854), Salangen (1871), Lavangen (1907), Andørja (1926), Astafjord (1926) in Gratangen (1926). (Andørja je bila spet združena z občino Ibestad 1. januarja 1964.)

## Ime
Občina (izvirno župnija) je poimenovana po stari kmatiji Ibestad (norveško Ívarsstaðir), od časa, ko je bila tu postavljena prva cerkev. Prvi element je genitiv moškega imena Ívarr, zadnji pa staðir - 'kmetija'. Do leta 1918 je bilo ime zapisovano kot Ibbestad.

## Grb
Grb izvira iz leta 1986 - križ pa je vzet iz srednjeveškega nagrobnika v stari ibestadski ceerkvi.